# Xesús Ferro Ruibal
Xesús Ferro Ruibal   (Rebón, Moraña, 28 de setembre de 1944) és un teòleg, llatinista i escriptor gallec. És membre de la RAG i ajudà a traduir la Bíblia al gallec. Actualment, treballa per al CIRP (Centro Ramón Piñeiro para a Investigación en Humanidades), on fa les seves publicacions. Ha publicat articles i llibres de paremiologia, d'onomàstica i d'etnolingüística.